# کلیسای هریپسیمه مقدس (آرتسوانیست)
کلیسای هریپسیمه مقدس (ارمنی: Սուրբ Հռիփսիմե եկեղեցի) یک کلیسا متعلق به کلیسای حواری ارمنی واقع در شهر آرتسوانیست، استان گغارکونیک ارمنستان می‌باشد. ساخت و ساز این ساختمان در سده ۱۰ام میلادی؛ به پایان رسید. این بنا به سبک معماری ارمنی طراحی شده است.

## نگارخانه

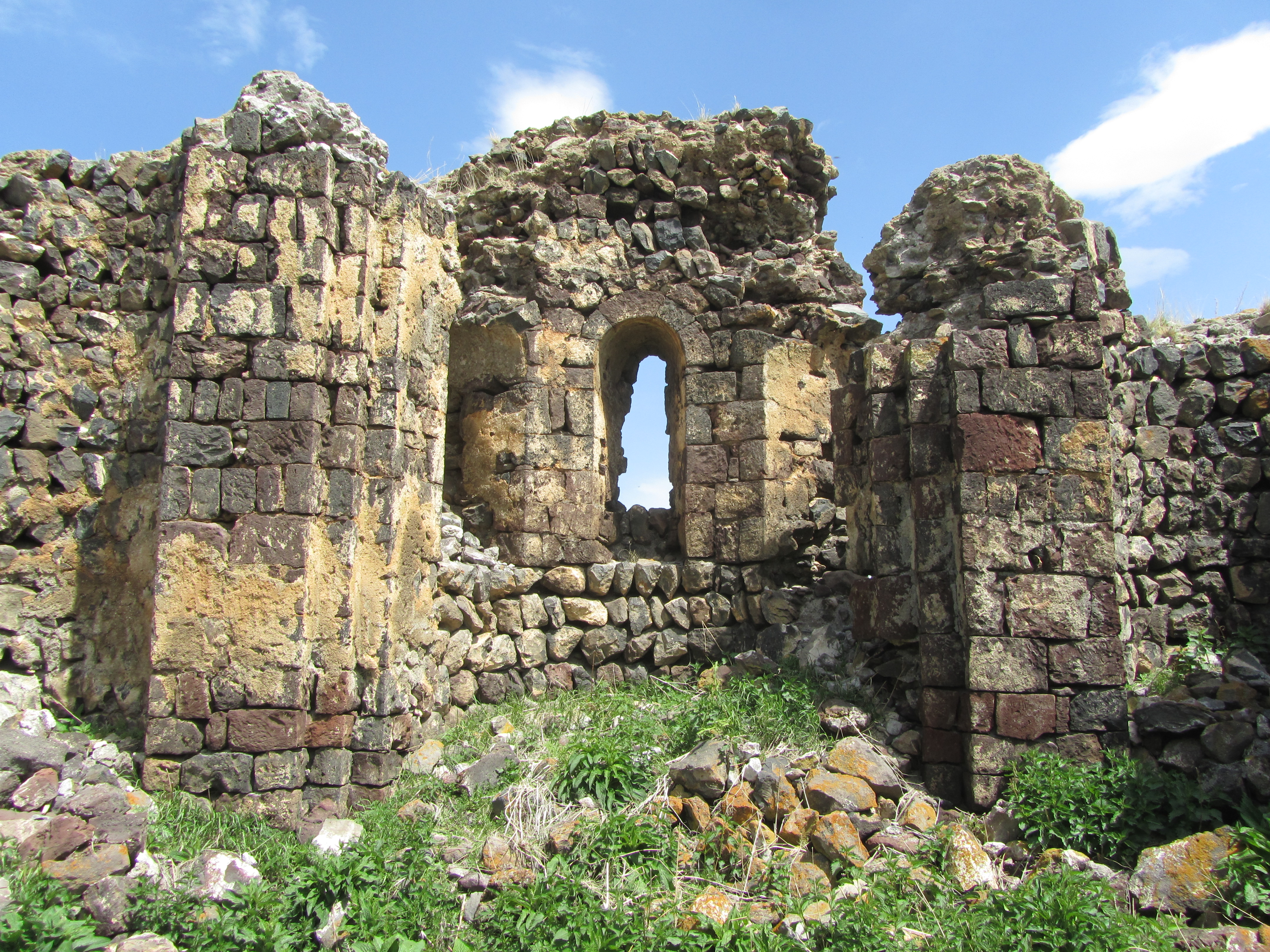
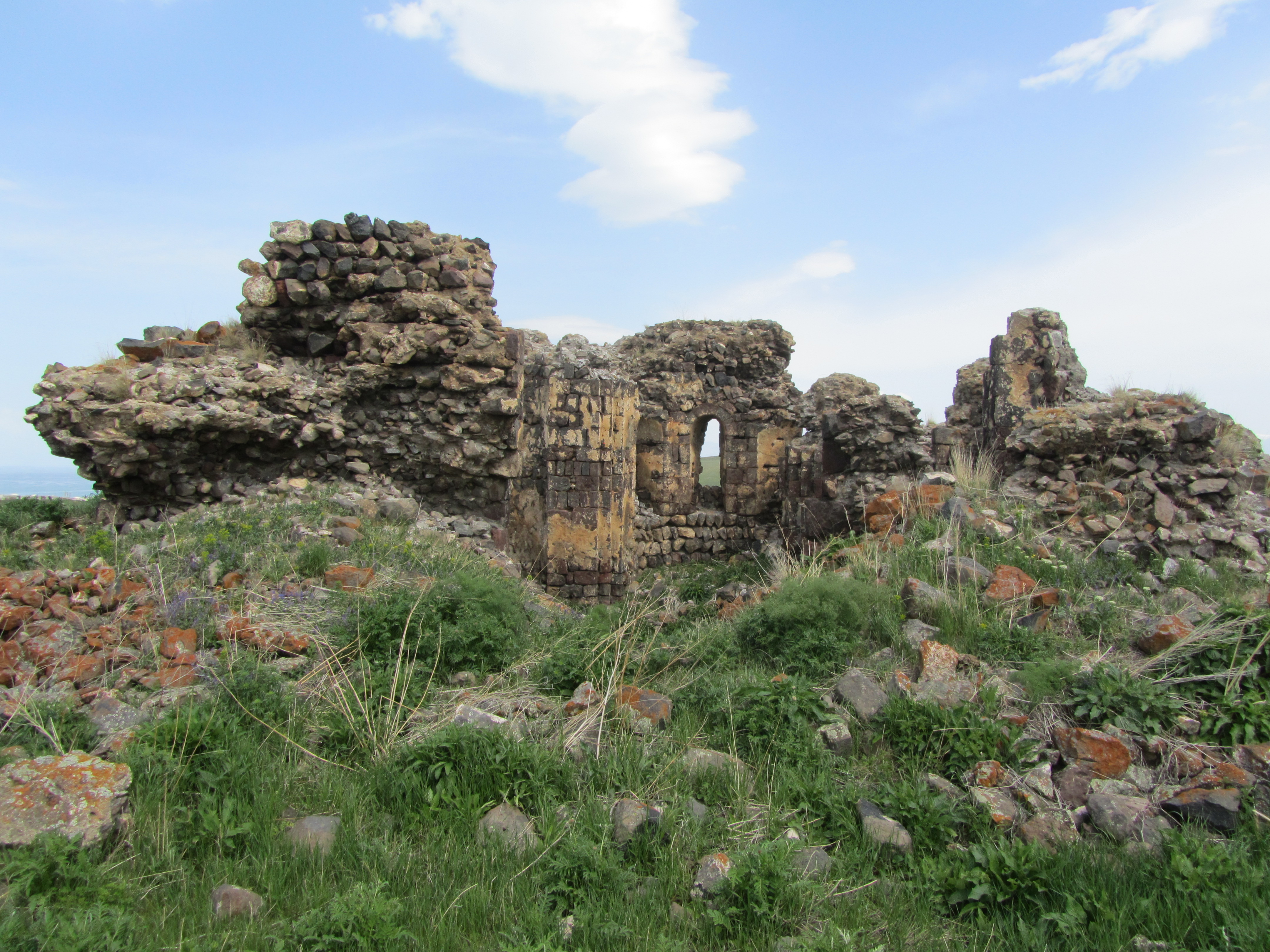
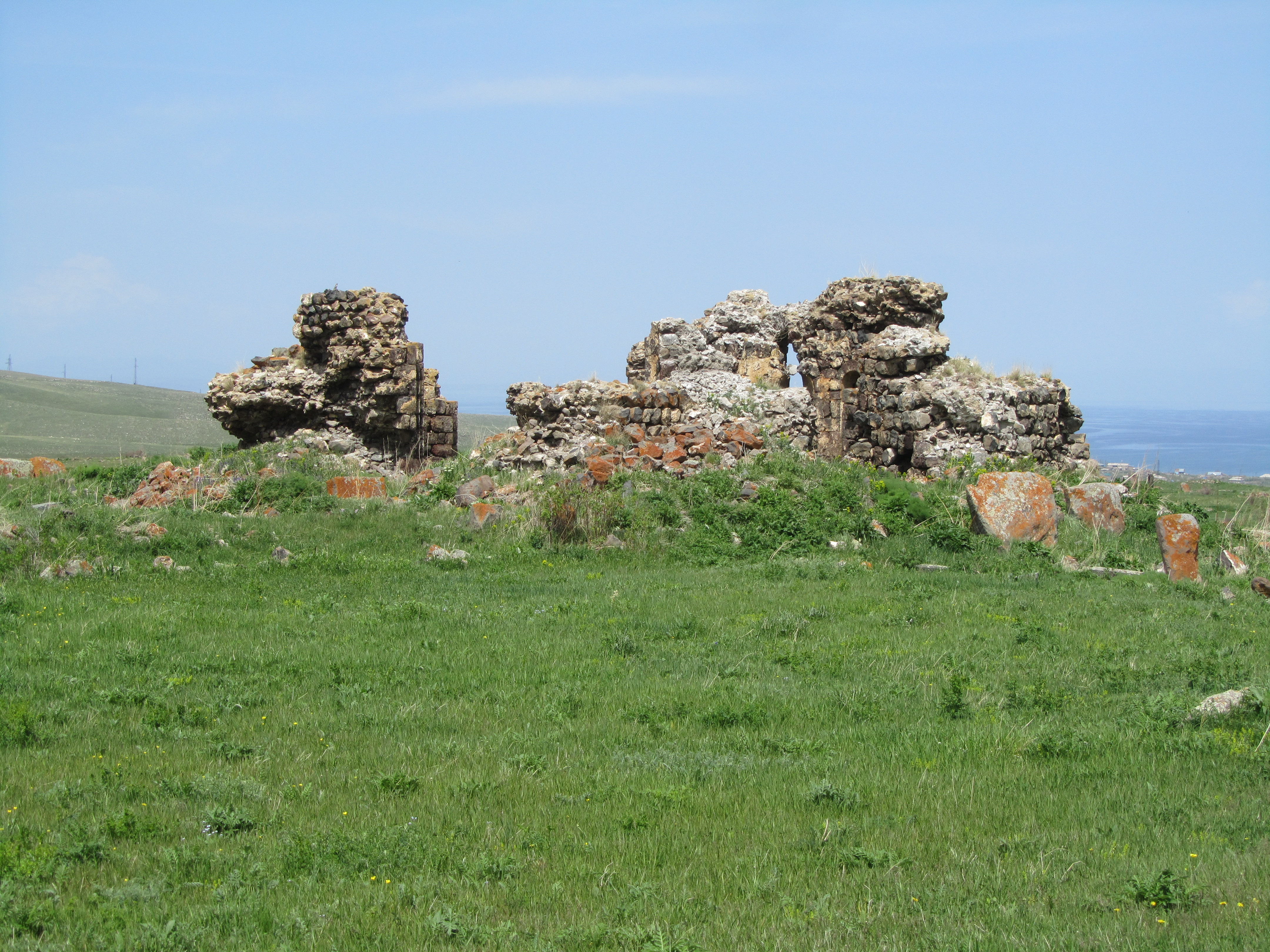
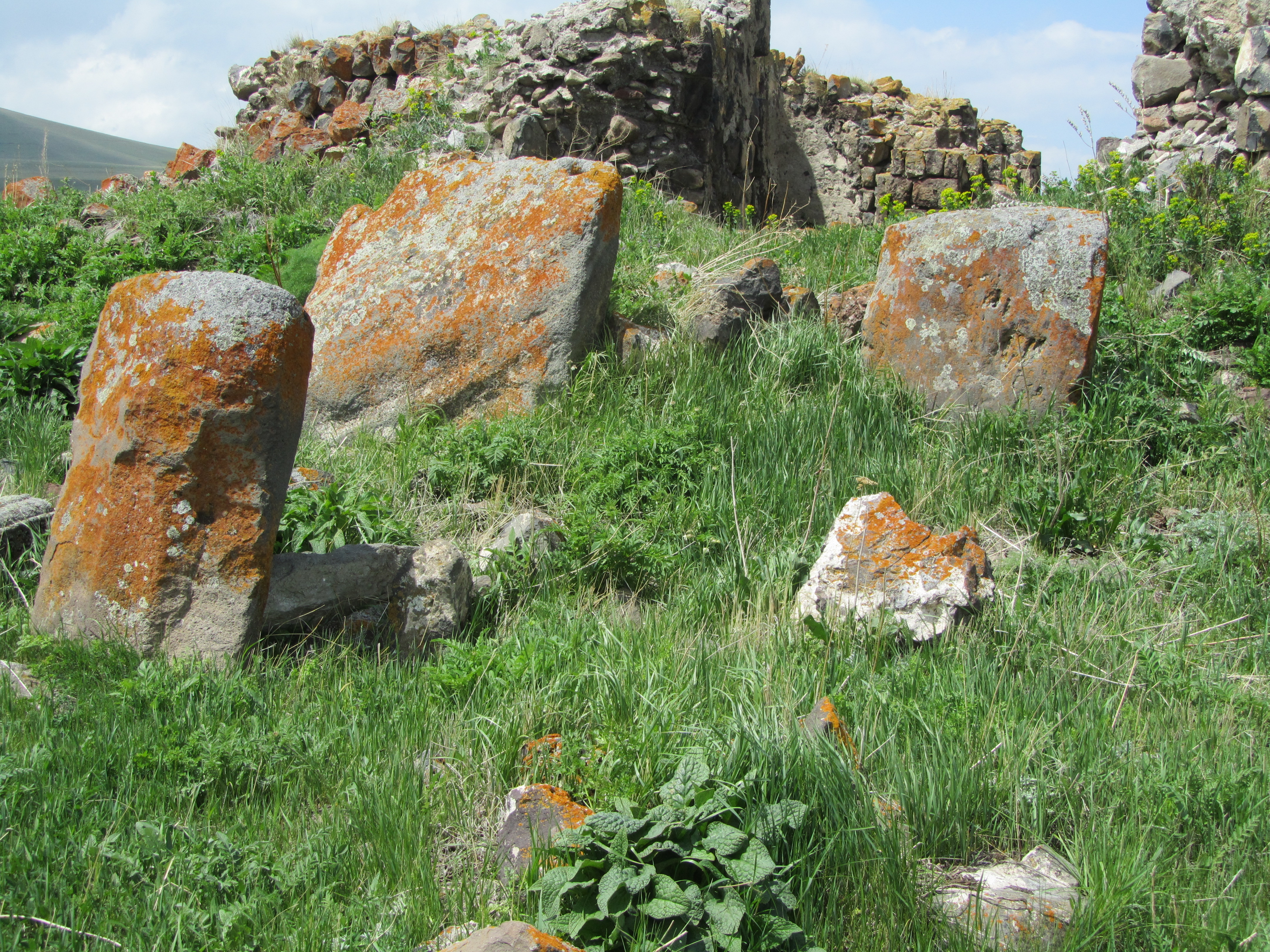
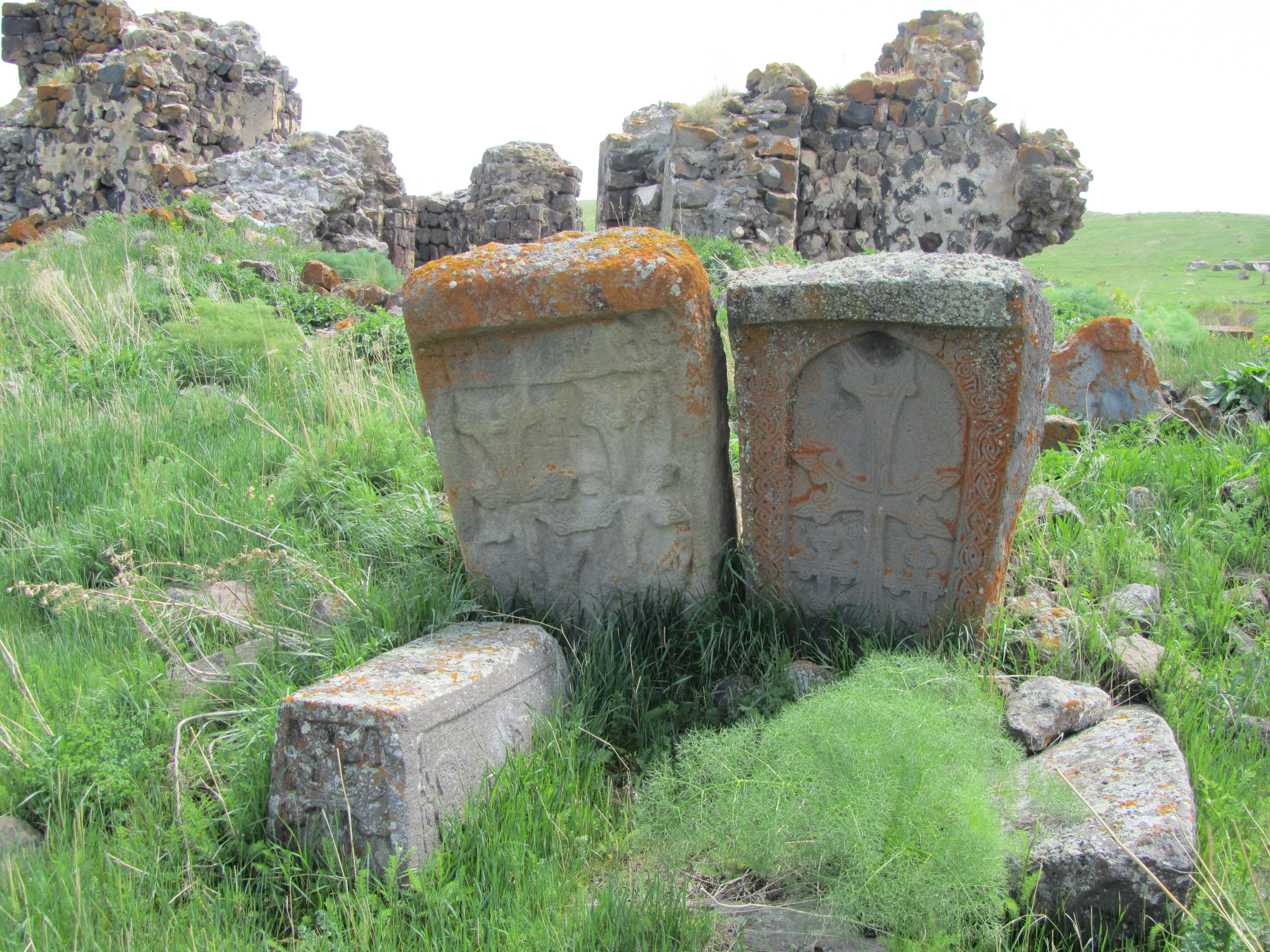